# Thám tử K: Ma cà rồng báo thù
Thám tử K: Ma cà rồng báo thù (tiếng Hàn: 조선명탐정: 흡혈괴마의 비밀; Romaja: Jo-seon-myeong-tamjeong: Heupyeolgoemaui bimil) là một bộ phim hài, phiêu lưu, hành động và trinh thám của Hàn Quốc năm 2018 của đạo diễn Kim Sok-yun, với sự tham gia của Kim Myung-min, Oh Dal-su, Kim Ji-won và Kim Bum.

## Nội dung
Thám tử Kim Min và Seo-pil hợp tác với một người phụ nữ xinh đẹp bị mất trí nhớ, họ cùng nhau truy tìm manh mối về 1 vụ giết người hàng loạt và dần phát hiện ra những vết cắn của ma cà rồng để lại trên cơ thể của các nạn nhân. Khi họ điều tra thêm, họ bắt đầu nhận ra rằng người phụ nữ bằng cách nào đó có liên quan mật thiết đến những cái chết.

## Diễn viên
- Kim Myung-min vai thám tử Kim Min
- Oh Dal-su vai Seo-pil
- Kim Ji-won vai Wol-young[4]
- Kim Bum vai Cheon-moo[5]
- Park Geun-hyung vai Kim Shin
- Woo Hyun vai Mr. Bang
- Jang Yul vai Choi Jae-kyung
- Kim Jung-hwa vai Choi Jae-hee
- Lee Min-ki vai Jeong In-yul
- Hyun Woo vai Thái tử
- Ahn Nae-sang (khách mời)
- Nam Seong-jin (khách mời)

## Đánh giá
Yoon Min-sik của The Korea Herald đã đánh giá bộ phim là "công thức, hài hước, nhưng không siêu vui nhộn", gọi cảnh hành động và CG là yếu và kịch bản là "vụng về". Tuy nhiên, phản ứng hóa học giữa Kim Myung-min và Oh Dal-su đã được khen ngợi.